# MIND ASSASSIN
『MIND ASSASSIN』（マインド アサシン）は、かずはじめによる日本の漫画。

## 概要
他人の記憶と精神を破壊する暗殺者「MIND ASSASSIN」の能力を持つ主人公と患者との関わりを中心に、人の心が持つ様々な姿を描いたサスペンス作品である。
1994年に『週刊少年ジャンプ』スプリングスペシャルと同年の『ジャンプ』32号に読切2作として掲載した後、52号より連載開始。1995年29号で連載を終了した。
連載終了後も1995年の『ジャンプ』サマースペシャルと1996年のスプリングスペシャルに掲載されたほか、『月刊少年ジャンプ』1995年10月号と1996年2月号に掲載された。また、小説化・ドラマCD化もされている。
かずはじめにとって初めての連載作品であり、作者は文庫版のあとがきで「当初は連載化されることなど考えもしなかったため大いに戸惑い、連載をこなすのに必死だった」と語っている。

## マインドアサシン
第二次世界大戦中にナチス・ドイツによって生み出された超能力者の通称である。頭部に触れるだけで相手の記憶と精神を破壊する能力を持つ。そのまま放置すると被害者は死亡するが、外傷は残らないため、その能力を知らない者には殺されたようには見えない。普段はその能力を制御するため、両耳にピアスを付けている。また、力を加減すれば記憶や精神の一部だけを破壊することも可能である。破壊された記憶や精神は、何らかの外的要因によって修復されることがある。
主人公・奥森かずいは初代マインドアサシンであるクラウス・クレーラーの孫にあたる。

## 登場人物
声はドラマCDの声優である。

### 主要人物
奥森かずい（おくもり かずい）
声：緑川光
奥森医院を経営する開業医。ドイツ人の祖父を持つクォーター。身長192cmという長身で、髪を伸ばせば誰からも女性と間違えられるほど端正な容姿の持ち主だが、間の抜けたところがあり、よく梁に頭をぶつける。そのため彼の患者からはよくからかわれ、また周囲に親近感も抱かれている。父親であるカールが常に日本語を丁寧語で話していた影響で、現在のかずいも常に丁寧語で話す。普段は優しくも鋭い観察眼を持つ医者で、親身になって患者の悩みを聞く。そして、その悩みが患者の耐え切れるものではない場合は、マインドアサシンの力で患者の記憶の一部を破壊して苦悩から開放する。また、患者が何らかの形で被害を受けていた場合は加害者の元へ赴き、その記憶と精神を破壊する。本人は本来暗殺者として作られたその能力を快く思っておらず、よほどの場合でなければ使用しない。加害者の元へ赴く際は黒い手袋をはめ、口調も丁寧語ではなく暗殺者としての言葉遣いになる。なお、名前は戸籍上は平仮名で登録されているが、本当は「一依」という漢字表記で登録されるはずだったという裏設定がある。
虎弥太（こやた）
声：長沢直美
かずいが引き取って育てている少年。8年前にかずいが恋した女性・夕夏里の息子だが、複雑な環境から追い詰められた夕夏里に日常的な虐待を受けていた。そして、夕夏里が父親を刺殺するところに居合わせてしまい、その凄惨な記憶をかずいに破壊されて引き取られた。現在の実年齢は18歳だが、精神的には8歳児並である。人見知りが激しく、かずい以外の人間には滅多に心を開かない。時々いたずらをしてかずいを翻弄するが、かずいのもう一つの姿を知りながらも受け入れており、かずいの心の拠りどころにもなっている。原作では名字の設定については言及されていないが、ドラマCDでは住倉となっている。

### その他
門田（かどた）
かずいの大学時代の先輩。現在は大学病院に勤務している。かつては患者の心情を大切にする医者だったが、やがて医療最優先で患者の心情を察しないようになっていた。しかし、自分では手に負えなかった患者の心をかずいが癒したことから、かずいの方針も認めるようになった。かずいの能力については、学生時代に打ち明けられている。ウォレスの事件では、辛うじて一命を取り留めた被害者の担当医だった。
ウォレス・スミス
英会話教室の講師。普段は過激な軽口を叩く青年で、生徒達から慕われている。しかし、裏では首の骨を折るという手口を使う暗殺者である。元々はごく普通の青年だったが、婚約者と共に飛行機に乗った際にその飛行機をハイジャックされ、事件解決の過程で婚約者だけが犠牲になったことに大きなショックを受け、暗殺者へと変貌していった。他人の命を躊躇なく奪う冷徹な男だが、一方では自分の死に場所を求めていた。かずいとの対決の後、自ら望んで精神を破壊された。遺品となった眼鏡は、かずいによって一部記憶を消された元被害者によって故郷であるアメリカの土地に埋められることになった。
カール・クレーラー
かずいの父。ドイツ人と日本人のハーフだが、ドイツで育ち、生活のほとんどをドイツで過ごしているため、日本語は苦手である。マインドアサシンの能力をかずい以上に快く思っておらず、「そんな（マインドアサシンの）力を使わなくても人は幸福になれる」と信じている。しかし、その能力を組織に利用されそうになり、それを拒否したため殺害された。
リヒャルト・リヒター
カールを殺した暗殺者。マインドアサシンと同時期に開発された能力を受け継いでおり、相手に触れるだけでその部分を壊死させることができる。普段は制御装置のブレスレットを付けている。9歳の時に両親を惨殺され、レンツに引き取られた。その後、両親を殺害させたのがレンツだと知りながらも、自分の能力を必要とするレンツに協力していた。しかし、かずいとの出会いからレンツの意思に反する行動を取るようになり、レンツの銃撃を受ける。かずいに記憶を破壊されて入院し、その後は更生への道を辿っている。
ハインリヒ・ヨアヒム・レンツ
かつてマインドアサシンの能力を開発した特殊科学班の一員だった男。自らの組織に超能力者を集め、その力を利用して超能力者だけの世界を作ろうとしていた。両親を惨殺されたリヒターを引き取って育てたが、実は彼の両親を殺害させた張本人だった。協力を拒んだカールをリヒターに抹殺させるなど、自分に協力しない者は容赦なく消す危険な男である。
ケネス久我山（ - くがやま）
声：遊佐浩二
リヒターを追って来日したFBI捜査官。通称「ケン」。日本人の父親を持つ日系人。「心は日本人」を自称しており、日本をこよなく愛している。かつてマインドアサシンの噂を聞いたことがあり、そのためかずいの能力に勘付いている模様である。カール殺害事件の捜査のため日本に滞在することになり、奥森医院に間借りすることになる。虎弥太に柔道を教えようとしたりマラソンに誘ったりするため、虎弥太からは敬遠されているが、あまり気にしてはいないようである。任務時以外は、FBI捜査官とは思えない爽やかな笑顔を見せる。
住倉夕夏里（すみくら ゆかり）
声：井上喜久子
かずいが恋した女性で、虎弥太の実母。
高校生だったかずいが通っていた花屋に勤める。恋人だった男、淳史との間に生まれた虎弥太を私生児として産み育てるが、戸籍の届出はされていないままだった。自身の誕生日に他の女の元へ行こうとした淳史を刺殺した現場にかずいに踏み込まれ、かずいの力によって精神を壊される。現在は施設で療養生活を過ごしており、かずいは年に一度、彼女の誕生日に施設を訪れている。

## 書誌情報

### 単行本
- かずはじめ『MIND ASSASSIN』集英社〈ジャンプ・コミックス〉
  1. 「悲しみを継ぎし者」ISBN 4-08-851395-9
＃1 悲しみを継ぎし者
＃2 病める者
＃3 乱暴者
＃4 闇深き者
＃5 ずるき者
＃6 愛する者
＃7 幸福者
＃8 過去の者
  2. 「闇より来た者」ISBN 4-08-851396-7
＃9 罪を犯す者
＃10 心を忘れた者
＃11 憶えている者
＃12 闇より来た者
＃13 憎むべき者
＃14 夢破る者
＃15 生きる者と死ぬ者
＃16 忘れざる者
＃17 自分を信じる者
  3. 「暗殺者」ISBN 4-08-851397-5
＃18 暗殺者
＃19 超能力者
＃20 死者
＃21 犯罪者
＃22 反撃者
＃23 いやされざる者
＃24 想い出の者
＃25 必要とする者
＃26 悪者
＃27 医者
  4. 「夏のひと」ISBN 4-08-851398-3
＃28 夏のひと
＃29 友人
＃30 少年の幸せ
＃31 異国の雪降る町
  5. 「追憶の“空”の色」ISBN 4-08-851399-1
＃32 追憶の“空”の色
＃33 闇の追撃者
＃34 静かなる暗殺者
＃35 MIND ASSASSIN

### 文庫版
- かずはじめ『MIND ASSASSIN』集英社〈集英社文庫 (コミック版) カバーデザイン 小林満 (GENI A LÒIDE) 初版にはオリジナルブックカバー封入
  1. 「MIND ASSASSIN 1」ISBN 4-08-618317-X
＃1 悲しみを継ぎし者
＃2 病める者
＃3 乱暴者
＃4 闇深き者
＃5 ずるき者
＃6 愛する者
＃7 幸福者
＃8 過去の者
＃9 罪を犯す者
＃10 心を忘れた者
＃11 憶えている者
＃12 闇より来た者
＃13 憎むべき者
＃14 夢破る者
  2. 「MIND ASSASSIN 2」ISBN 4-08-618318-8
＃15 生きる者と死ぬ者
＃16 忘れざる者
＃17 自分を信じる者
＃18 暗殺者
＃19 超能力者
＃20 死者
＃21 犯罪者
＃22 反撃者
＃23 いやされざる者
＃24 想い出の者
＃25 必要とする者
＃26 悪者
＃27 医者
＃28 夏のひと
  3. 「MIND ASSASSIN 3」ISBN 4-08-618319-6
＃29 友人
＃30 少年の幸せ
＃31 異国の雪降る町
＃32 追憶の“空”の色
＃33 闇の追撃者
＃34 静かなる暗殺者
＃35 MIND ASSASSIN
＃ あとがき

## 小説版
創美社より全2巻、集英社インターナショナルのJUMP j BOOKSレーベルより全3巻発売された。

### 集英社インターナショナル版
作品の内容は全てオリジナルストーリーとなっている。著者は映島巡。
MIND ASSASSIN 1 ISBN 978-4-08-703045-7
1. 裁きの日ディエス・イーレ
2. 夏の日ゾンマー・ターク

MIND ASSASSIN 2 ISBN 978-4-08-703062-4
1. 父と子
2. 放課後

MIND ASSASSIN 3 ISBN 978-4-08-703085-3
1. 闇の追撃者
2. 走る人

## ドラマCD
集英社より全3巻が発売された。原作ではやむを得ずカットされたシーンの追加や解説書の公式設定など、原作では語りきれなかった情報が補完されている。生産終了につき現在は入手困難。

### MIND ASSASSIN 1
1. 悲しみの暗殺者
2. 悲しみを継ぎし者
3. 幸福者（しあわせもの）

### MIND ASSASSIN 2
1. 超能力者
2. 犯罪者
3. 反撃者
4. いやされざる者
5. 想い出の者
6. 悪者

### MIND ASSASSIN 3
1. セルリア
2. 年上のひと
3. 虎弥太の傷
4. 母の墓前で
5. 嵐の中の刃
6. マリーゴールド